# Hirondelle bleue
Hirundo atrocaerulea
Espèce
Statut de conservation UICN

 VU C2a(i) : Vulnérable
L'Hirondelle bleue (Hirundo atrocaerulea) est une espèce de passereaux de la famille des Hirundinidae. C'est un migrateur « intra-africain » menacé par la destruction de ces milieux de vie (zones humides, prairies d'altitude).  Son aire de répartition très discontinue s'étend sur l'Ouganda, le Kenya, la Tanzanie, la République démocratique du Congo, la Zambie, le Malawi, le Zimbabwe, le Mozambique, le Swaziland et l'Afrique du Sud.
C'est une espèce monotypique (non subdivisée en sous-espèces).